# 에드워드 존스

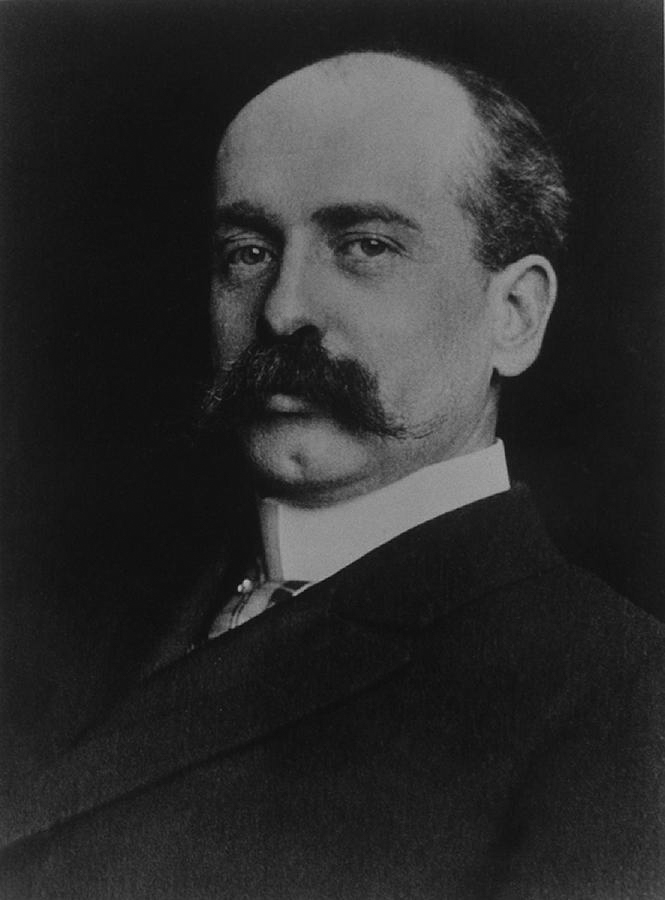

에드워드 존스(Edward Davis Jones, 1856년 10월 7일 ~ 1920년 2월 16일)은 미국의 통계학자이다.